# Toyama
Toyama (jap. 富山市 Toyama-shi) – miasto w Japonii, ośrodek administracyjny prefektury Toyama, w środkowej części wyspy Honsiu (Honshū), port nad zatoką Toyama (Morze Japońskie).

## Galeria

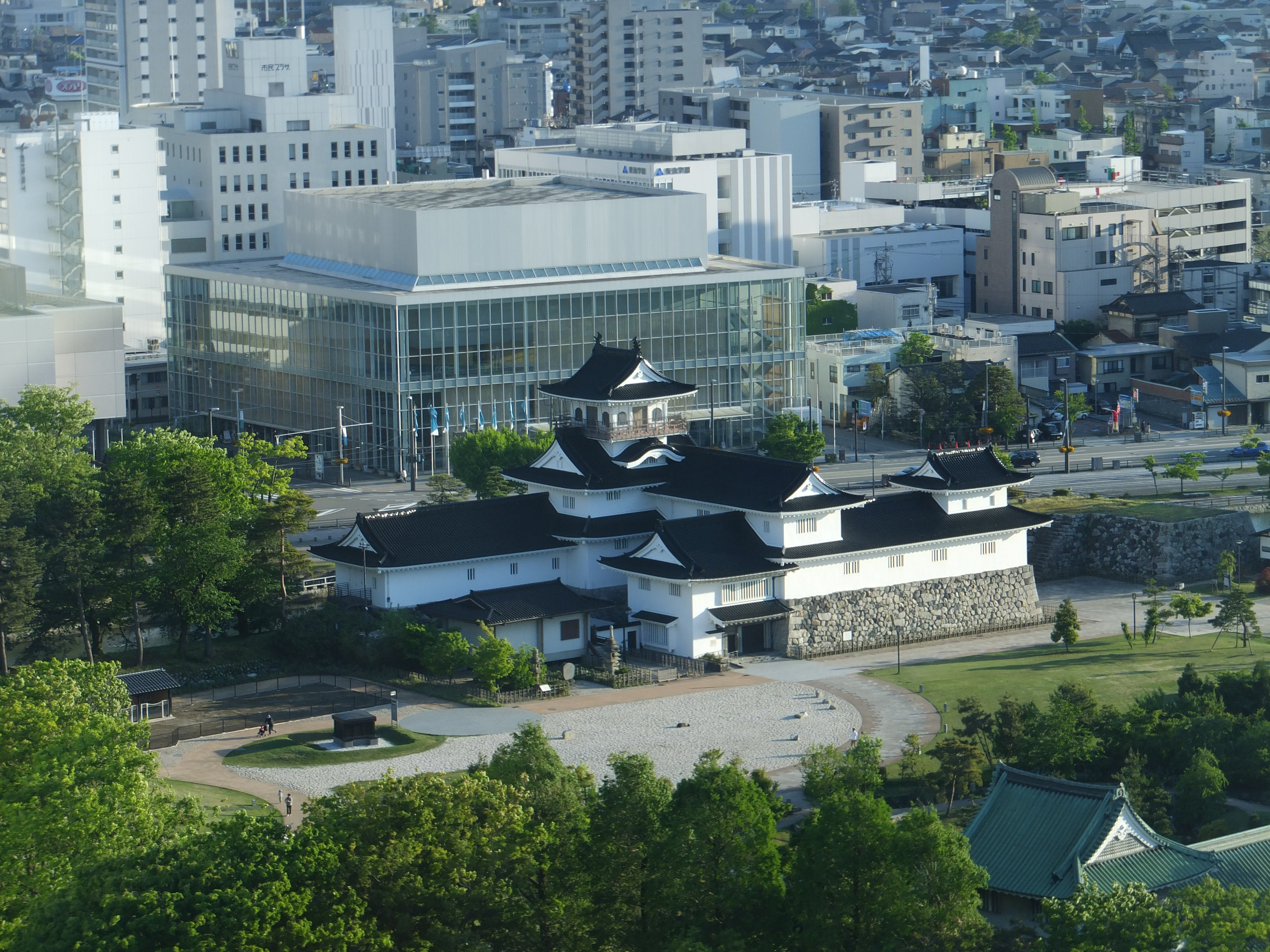
Widok zamku Toyama z budynku władz miasta